# 上野俊彦
上野 俊彦（うえの としひこ、1953年7月8日 - ）は、日本の政治学者。上智大学外国語学部教授。専門はロシア政治。

## 略歴
東京都生まれ。1978年3月慶應義塾大学法学部政治学科卒業。1983年3月同大学院法学研究科政治学専攻博士課程修了。防衛庁防衛研究所教官、在ロシア日本大使館専門調査員、日本国際問題研究所ロシア研究センター主任研究員などを経て、2000年4月から現職。2000年ロシア・東欧学会事務局長。2009年ロシア・東欧学会代表理事。

## 著書

### 単著
- 『ポスト共産主義ロシアの政治 エリツィンからプーチンへ』（日本国際問題研究所、2001年）

### 共著
- 『スラブの政治』（弘文堂、1994年）
- 『CIS「旧ソ連地域」』（自由国民社、1995年）
- 『移行期のロシア政治 政治改革の理念とその制度化過程』（溪水社、1999年）
- 『国家と民族を問いなおす』（ミネルヴァ書房、1999年）
- 『エリア・スタディ入門 地域研究の学び方 新版』（昭和堂、2000年）
- 『民主化の多様な姿』（日本経済評論社、2004年）
- 『ロシアの市民意識と政治』（慶應義塾大学出版会、2008年）
- 『外国研究の現在 (きょう) と未来 (あした)』（上智大学出版会、2010年）
- 『ロシア近代化の政治経済学』（文理閣、2013年）